# Język foau
Język foau (a. fuau), także: abawiri, doa – język papuaski używany w prowincji Papua w Indonezji (kabupateny Jayapura i Mamberamo Raya), przez członków grupy etnicznej Foau. Według danych z 2010 r. posługuje się nim 350 osób.
Jest językiem tonalnym. Należy do rodziny języków Równiny Jezior.
„Foau” to nazwa wsi. Preferowane określenie języka to „abawiri”.
Według doniesień z 2015 r. charakteryzuje się wysokim stopniem żywotności. Z danych Ethnologue (wyd. 22, 2019) wynika, że foau jest używany przez wszystkich członków społeczności, w większości domen komunikacyjnych. Niektórzy posługują się także językiem diebroud (przynajmniej biernie). Znany jest również język indonezyjski, który stanowi język edukacji. Indonezyjski jedynie w niewielkim stopniu wywarł wpływ na słownictwo foau.
Nie wykształcił piśmiennictwa.